# Huntsville, Ontario
Huntsville este o localitate cu 18.280 loc. (2006) situată în provincia Ontario, Canada.